# KyoChon Honey Ladies Open
Het KyoChon Honey Ladies Open (Koreaans: 교촌 허니 레이디스 오픈) is een jaarlijks golftoernooi voor vrouwen in Zuid-Korea, dat deel uitmaakt van de LPGA of Korea Tour. Het werd opgericht in 2014 en vindt sindsdien telkens plaats op de golfbaan van de Hotel Inter-Burgo in Daegu.
Het toernooi wordt gespeeld in strokeplay-formule van drie ronden (54-holes).

## Winnaressen
| Jaar | Winnares        | Score | Score | Info                             |
| ---- | --------------- | ----- | ----- | -------------------------------- |
| 2014 | Min Lee-jung po | 209   | –10   | Won de play-off van Kim Bo-kyung |

| Toernooirecord |  | po = winnares na play-off |

 Lotte Mart Women's Open ·
 Nexen Saint Nine Masters ·
 Edaily Ladies Open ·
 Woori Ladies Championship ·
 Doosan Match Play Championship ·
 E1 Charity Open ·
 Lotte Cantata Women's Open ·
 S-OIL Champions Invitational ·
 Korea Women's Open ·
 Kumho Tire Women's Open ·
 Jeju Samdasoo Masters ·
 Hanwha Finance Classic ·
 KyoChon Honey Ladies Open ·
 Nefs Masterpiece ·
 MBN Women's Open ·
 Charity High1 Resort Open ·
 YTN-Volvik Women's Open ·
 KLPGA Championship ·
 Daewoo Classic ·
 Pak Se-ri Invitational ·
 Hite Championship ·
 LPGA KEB-HanaBank Championship ·
 KB Star Championship ·
 Seoul Ladies Classic ·
 ADT CAPS Championship ·
 Chosun Ilbo Championship ·
 China Women's Open